# Eucelatoria rivalis
Eucelatoria rivalis là một loài ruồi trong họ Tachinidae.